# Overclocking
 Der er for få eller ingen kildehenvisninger i denne artikel, hvilket er et problem. Du kan hjælpe ved at angive troværdige kilder til de påstande, som fremføres i artiklen.

Man kalder det overclocking, når man får en enhed eller et system til at yde mere end denne/dette er specificeret til, normalt uden at gå på kompromis med stabilitet eller brugbarhed. Bruges normalt i sammenhæng med PC'er og GPU'er. Fordelen er en hurtigere maskine med større ydeevne, men det indebærer en risiko for at komponenter bliver overophedede, hvorved de kan gå i stykker. 